# (4730) Xingmingzhou
(4730) Xingmingzhou ist ein Asteroid des Hauptgürtels, der am 7. Dezember 1980 am Purple-Mountain-Observatorium in Nanjing entdeckt wurde. 
Der Asteroid wurde nach dem chinesischen Amateurastronomen Xing-Ming Zhou benannt.